# Magnus Bergman (friidrottare)
Magnus Bergman, född 17 mars 1968 i Upplands Väsby, är en svensk före detta idrottsman (långdistanslöpare). Han tävlade för Väsby IK,  Upsala IF, Ork LK, Kvarnsvedens GoIF och Enhörna IF. Debuterade i landslagssammanhang 1991 med att springa 5 000 meter under Finnkampen på Stockholms Stadion.  
Främsta meriter som terränglöpare med deltagande i NM, EM samt VM. Blev den förste svenske löpare att springa Lidingöloppets 30 km under 1.38, då han noterade 1.37.24, 1992.  

## Personliga rekord
| Utomhus - 10 km landsväg – 30:50 (Stockholm 10 augusti 2002) - 20 km landsväg – 1:01:01 (Alphen, Nederländerna 13 mars 1999) - Halvmaraton – 1:04:51 (Berlin, Tyskland 7 april 2002) - Maraton – 2:18:41 (Sevilla, Spanien 23 februari 2003) - Maraton – 2:20:34 | Inomhus - 3 000 meter – 8:39,62 (Sätra, Stockholm 16 februari 2003) |